# Accademia dei Vannetti
L'Accademia dei Vannetti, o in modo più completo Accademia rosminiana dei Vannetti, è stata un'istituzione culturale nata a Rovereto nel 1813 per iniziativa di Antonio Rosmini.

## Storia

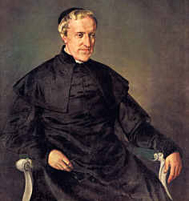
Antonio Rosmini, ritratto a olio di Francesco Hayez, presso la Galleria d'Arte Moderna di Milano del 1853

l'Accademia Roveretana degli Agiati nel periodo a cavallo tra il XVII e il XVIII secolo visse un momento di forte crisi d'identità e Antonio Rosmini, già aggregato all'accademia seppure molto giovane, decise di fondare una sua accademia, l'Accademia dei Vannetti, dedicata a Giuseppe Valeriano e a Clementino Vannetti.
Questa esperienza ebbe vita molto breve anche perché il Rosmini si recò presto a Padova per i suoi studi lasciando Rovereto per vari anni.